# لا بمل

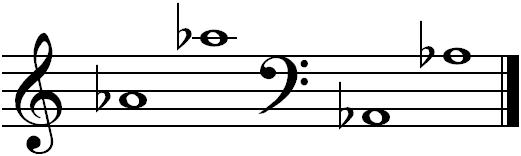
نت لا بمل

لا بمل (انگلیسی: A-flat) با مخفف (♭A) یک نت از نت‌های موسیقی است که نیم پرده دیاتونیک بالاتر از «سل» و نیم پرده کروماتیک پایین‌تر از «لا» صدا می‌دهد. «لا بمل» نت مترادف «سل دیز» محسوب می‌شود. یک «لا بمل» وسط یا (۴♭A) بر اساس زیروبمی، فرکانسی معادل (۴۱۵٫۳۰۵ هرتز) را داراست.

## گام
گام‌ها بر پایه نت «لا بمل» عبارتند از:
- لا بمل ماژور : لا بمل، سی بمل، دو، ر بمل، می بمل، فا، سل، لا بمل.
- لا بمل مینور تئوریک : لا بمل، سی بمل، دو بمل، ر بمل، می بمل، فا بمل، سل بمل، لا بمل.
- لا بمل مینور هارمونیک : لا بمل، سی بمل، دو بمل، ر بمل، می بمل، فا بمل، سل، لا بمل.
- لا بمل مینور ملودیک بالا رونده : لا بمل، سی بمل، دو بمل، ر بمل، می بمل، فا، سل، لا بمل.
- لا بمل مینور ملودیک پائین رونده : لا بمل، سل بمل، فا بمل، می بمل، ر بمل، دو بمل، سی بمل، لا بمل.